# Иерихон (телесериал)
«Иерихо́н» (англ. Jericho) — американский постапокалиптический телесериал производства канала CBS.
Сериал транслировался с 20 сентября 2006 года по 25 марта 2008 года по каналу CBS, но из-за низких рейтингов был снят с показа, лишь по просьбе поклонников были досняты семь серий второго сезона. Предполагалось, что Иерихон сможет заполнить ветку вещания после неудачного старта сериала «Валентин».
На основе сюжета «Иерихона» были созданы комиксы, в 2009 году также появилась информация, что по мотивам сериала может быть снят полнометражный фильм.

## Сюжет
Действие сериала разворачивается в городе Иерихон, расположенном глубоко в канзасской пустыне. Ближайший крупный город — Денвер. Жизнь в городе течёт спокойно, как во многих маленьких городах: идёт подготовка к выборам мэра, люди занимаются повседневными делами, когда на горизонте — предположительно над Денвером — возникает ядерный гриб, и в городе отключаются все коммуникации. В тот же день жители узнают, что ещё один взрыв произошёл в Атланте. Жители задаются вопросом — являются ли они единственными американцами, оставшимися в живых? Вскоре паника, гнев и страх открывают в некоторых жителях самые худшие качества.

### Первый сезон
Ранним солнечным утром жители небольшого провинциального городка Иерихон в штате Канзас увидели на горизонте медленно растущий ядерный гриб. Взрыв был достаточно далеко, чтобы город был разрушен. Все коммуникации с внешним миром были оборваны, телевидение и радио не работали. В тот же день в город приехал сын мэра города Джейк Грин (Скит Ульрих), которого взрыв застал в дороге. Именно он впоследствии станет лидером, сплотившим вокруг себя жителей города, для того, чтобы обеспечить их выживание.
Жители Иерихона не знают, есть ли выжившие за пределами их города. Угроза радиоактивного заражения, отсутствие запаса продовольствия пугают людей и будят в некоторых панику, злость и ненависть. Но, чтобы выжить, жителям Иерихона нужно во что бы то ни стало держаться вместе и научиться жить в изменившемся мире. После первоочередных мер по спасению от радиоактивных осадков и учёту продовольствия жители пытаются найти информацию и наладить связь с внешним миром — рассылаются четыре поисковых группы, удаётся поймать азиатский телеканал, где в новостях описывается происшедшее. Так граждане узнают о масштабах нападения.
Немного позже всем поступают телефонные звонки о том, что федерального правительства больше нет, и граждане штата Канзас находятся под местной юрисдикцией, в город с самолётов сбрасывают гуманитарную помощь. Одновременно с этим обстановка в соседнем городе Нью-Берн накаляется, вокруг Иерихона появляются мародёры, происходят убийства, и в город приходит партия беженцев, часть из которых больны лучевой болезнью. В их числе Виктор — руководитель Роберта Хокинса (Ленни Джеймс), приехавшего в город незадолго до взрывов.
Хокинс — сотрудник ЦРУ, успешно выполнил задачу по внедрению в террористическую организацию, устроившую взрывы. Именно ему поручили активировать один из снарядов. Однако террористы каким-то образом узнали о «кротах» и приняли решение взорвать бомбы раньше срока. Хокинс не успел передать данные по всем «посылкам» (как террористы называли бомбы) в штаб. Он поспешил забрать свою семью из Вашингтона и отправился в Иерихон, который был выбран в качестве точки сбора агентов в случае провала операции по предотвращению терактов, захватив с собой ядерную бомбу в фургоне. От Виктора Роберт узнаёт о предателе в их рядах.
Позже в город приходит Сара — агент ЦРУ, также внедрённый в одну из групп террористов. Её поведение заставляет Хокинса подозревать, что именно она была двойным агентом и помешала сорвать взрывы. Дочь Хокинса убивает Сару, и это привлекает к нему повышенное внимание не только шерифа, но и Джейка Грина с Греем Андерсоном (Майкл Гэстон), новым мэром Иерихона. Ему удаётся скрыть убийство, но его семья обо всём догадывается, и ему приходится рассказать своей жене Дарси правду. От него о бомбе узнаёт также Джейк Грин, и дальше они действуют согласованно.

### Второй сезон

Уничтоженные города.

В начале сезона в Иерихон прибывают армейские подразделения, чтобы восстановить порядок и законность в Иерихоне и соседних городах. Вместе с армией появляются представители корпорации «Jennings & Rall» и её наёмная служба безопасности «Ravenwood». Армия получает приказы от так называемого правительства Шайенна — столицы штата Вайоминг, который стал новой столицей нового государства — Единых Штатов Америки.
Выясняется, что на территории бывших США образовались также ещё два государства — Соединённые Штаты Америки и Независимая Республика Техас. Корпорация «Jennings & Rall» под предлогом помощи и восстановления порядка забирает в свои руки всю власть на территории ЕША, печатает деньги, выдаёт людям кредиты на восстановление домохозяйств, чтобы подчинить себе всю экономику страны. Их служба безопасности пытается контролировать всё происходящее в городе, что вызывает раздражение жителей и постоянные столкновения с ними. Назначены выборы президента ЕША, бывшего сотрудника «Jennings & Rall», избирательная кампания которого финансируется деньгами корпорации.
Тем временем Хокинсу и Джейку становится ясно, что взрывы были следствием заговора с целью свержения правительства США и установления на всей территории нового порядка для обогащения корпорации «Jennings & Rall». Так как единственная оставшаяся ядерная бомба является уликой против корпорации, «Ravenwood» активно ищет её на территории Иерихона, не останавливаясь даже перед убийством жителей, и всё ближе подбирается к Хокинсу. Поскольку армия требует соблюдения порядка, жители города оказываются в ситуации, когда «Ravenwood» оказывается равнее остальных.
Вспыхивает мятеж, а Хокинс и Джейк Грин вынуждены бежать вместе с бомбой, чтобы доставить её в Техас как доказательство преступления «Jennings & Rall». К тому времени Независимая Республика Техас колеблется, к какому государству — ЕША или США — примкнуть. Обладая значительными экономическими ресурсами, она может, вступив в ЕША, предопределить историю и привести к гражданской войне, когда ЕША попытается завоевать США. Хокинс и Грин практически с боем прорываются в посольство Техаса в Шайенне и самолётом доставляют бомбу на территорию Техаса.

## Реалии в постапокалиптическом мире сериала

### Государства-преемники
Во втором сезоне сериала «Иерихон» рассказывается, что прежние Соединённые Штаты после сентябрьских ядерных взрывов распались на три государства. Первое государство — это возрождающиеся Соединённые Штаты Америки со столицей в городе Коламбус. В состав США входят штаты восточнее реки Миссисипи. Второе государство — Единые Штаты Америки со столицей в городе Шайенн. В состав ЕША входит 21 штат к западу от реки Миссисипи, исключая Техас. Третье государство — Независимая Республика Техас со столицей в городе Сан-Антонио. США и ЕША вдоль их общей границы разделяются «Голубой Линией», демилитаризованной зоной безопасности, занятой миротворческими силами ООН.

### Единые Штаты Америки (Allied States of America)
Единые Штаты Америки — сепаратистская фракция, сформировавшаяся после сентябрьских ядерных взрывов. Столица ЕША расположена в городе Шайенн, бывший штат Вайоминг (получивший название «Федеральный округ Шайенна»). Все штаты к западу от реки Миссисипи (включая Канзас, в котором расположен Иерихон) входят в состав ЕША, за исключением штата Техас. Флаг Единых Штатов — изменённая версия флага Соединённых Штатов; его полосы расположены вертикально (как в американском знамени Береговой охраны), и присутствует только 21 звезда по числу штатов, входящих в ЕША. Ориентация полос, по утверждению президента новоявленных ЕША Джона Томарчио, была изменена, чтобы указать американскому руководству «новое направление в их жизни». Солдаты ЕША носят шевроны в виде нового флага.
Во главе Единых Штатов Америки стоит президент Джон Томарчио, прежде младший сенатор Соединённых Штатов от Вайоминга. Поскольку в момент ядерного удара в Вашингтоне, округ Колумбия, происходила встреча объединённой сессии конгресса Соединённых Штатов с президентом США, то многие из потенциальных преемников президента погибли, а министр здравоохранения Чарльз, находившийся на случай нападения далеко от места проведения сессий конгресса, оказался не тем человеком, который в трудный момент смог бы сплотить страну. Шесть различных чиновников стали претендовать на место первого человека в стране, Томарчио был среди них. В конечном счёте трое из шести претендентов сдались, а оставшиеся трое сформировали три правительства, расколовших страну.
Правительство Единых Штатов практически полностью сформировано из служащих корпорации Jennings & Rall (J&R); таким образом, корпорация и её наёмная армия Ravenwood имеют монополистические полномочия. Единые Штаты Америки продвигают себя как сильное демократичное государство, но в действительности правительство ЕША — это корпоратократия J&R (наподобие Вест-Индской торговой компании). Из-за разрушительных последствий ядерного террористического акта у граждан Единых Штатов выбор был невелик. Многие американцы были столь испуганы, морально и физически травмированы, что с облегчением приняли новое правительство, несмотря на тоталитарный режим, который устанавливает правительство ЕША, чтобы «обезопасить» американский народ.
Во втором сезоне выясняется, что Единые Штаты сформировали новое Учредительное собрание, дабы полностью переписать американскую Конституцию. Во второй серии второго сезона («Кондор») в Иерихон привозят для местной школы новые учебники по истории США, в которых резко критикуется вся политика США, начиная с окончания Второй Мировой войны до дня ядерных взрывов. Новое руководство страны обвиняет старые США в нерешительности и слабости.
Именно ЕША ответственны за «ответные» ядерные удары, нанесённые по Северной Корее и Ирану. Новое правительство представило всему миру «доказательства» того, что эти государства спланировали и осуществили ядерное нападение на США.
Во втором сезоне агент ЦРУ Роберт Хокинс узнаёт, что за ядерными взрывами стоит некий таинственный лидер, считавший корпорацию Jennings & Rall «раковой опухолью», поразившей Соединённые Штаты Америки и так прочно сросшейся с прогнившим от коррупции правительством, что их существование отдельно друг от друга не представлялось возможным, а потому стремился разрушить старый государственный строй и переделать страну, используя для осуществления задуманного ядерные нападения. Этот человек являлся когда-то сотрудником J&R и по заказу этой корпорации разработал способ уничтожения США как единого государства. Осуществляя задуманное, он предполагал, что взрывами покончит разом с коррумпированной государственной системой и уничтожит могучую корпорацию, но случилось противоположное: J&R нисколько не пострадала от этого, а стала сильнее, превратилась в монополиста, а затем, словно на фондовой бирже, «скупила» американские штаты, превращая страну в свою частную собственность.

### Соединённые Штаты Америки (United States of America)
Правительство новых Соединённых Штатов Америки предположительно сформировано законным правопреемником президента США, министром здравоохранения Чарльзом. Столицей новых США был выбран Коламбус, бывший штат Огайо. Территория новых США располагается восточнее реки Миссисипи. В одной из серий «Иерихона» сообщается, что в новых США прошла эпидемия некоего «Гудзонского вируса».

### Независимая Республика Техаса (The Independente Republic of Texas)
Новоиспёченное государство Независимого Техаса расположилось на территориях бывшего штата Техас. Столица Техаса — город Сан-Антонио. За союзничество с Техасом борются обе фракции, ЕША и новые США, так как в случае примыкания Техаса к одной из сторон у неё появится больше шансов на победу в приближающейся Второй Гражданской войне. В последней серии второго сезона главные персонажи сериала Джейк Грин и Роберт Хокинс переправляют единственную из оставшихся ядерных бомб в Техас, дабы доказать всему миру, что ЕША несправедливо обвинили и стёрли с лица земли две страны, желая скрыть факт участия в разработке планов разгрома страны при помощи 25 ядерных терактов.

## В главных ролях
Всего в сериале было задействовано более тринадцати основных актёров, одни из которых сначала исполняли лишь эпизодические роли, после перейдя в основной состав (во втором сезоне) — например, Алисия Коппола и Эсай Моралес.
| Актёр               | Роль             |
| ------------------- | ---------------- |
| Скит Ульрих         | Джейк Грин       |
| Эшли Скотт          | Эмили Салливан   |
| Эрик Кнудсен        | Дэйл Тёрнер      |
| Ленни Джеймс        | Роб Хокинс       |
| Эйприл Паркер Джонс | Дарси Хокинс     |
| Джеральд Макрейни   | Джонстон Грин    |
| Памела Рид          | Гэйл Грин        |
| Кеннет Митчелл      | Эрик Грин        |
| Майкл Гэстон        | Грэй Андренсон   |
| Спрейг Грейден      | Хезер Лисински   |
| Брэд Бейер          | Стэнли Ричмонд   |
| Шошанна Стерн       | Бонни Ричмонд    |
| Дэрби Стэнчфилд     | Эйприл Грин      |
| Бет Грант           | Грейси Лей       |
| Клэр Кэри           | Мэри Бэйли       |
| Ксандер Беркли      | Джон Смит        |
| Джеймс Ремар        | Джона Проус      |
| Эсай Моралес        | майор Эдвард Бек |
| Алисия Коппола      | Мими Кларк       |

## Серии
Первый сезон
| Номер серии | Оригинальное название серии | Переведенное название серии  | Дата выхода в эфир | События |
| ----------- | --------------------------- | ---------------------------- | ------------------ | --- |
| 1           | «Pilot»                     | Пилотная серия               | 20 сентября 2006   | Джейк Грин возвращается в Иерихон, небольшой канзасский городок, чтобы получить от отца часть наследства, оставленного дедом. По приезде в город, он навещает своего давнего приятеля Стенли Ричмонда, молодого хозяина самой крупной фермы в Иерихоне, у которого на ферме проводит ревизию аудиторша из Вашингтона Мими Кларк. В городе Джейк встречает свою бывшую возлюбленную Эмили Салливан, учительницу истории местной школы. Эмили ждет возвращения из Чикаго своего жениха Роджера Хэммонда. Родители Скайлер Стивенс, местной первой красавицы школы, отправились в Нью-Йорк, не взяв дочь с собой, что вызывает у девушки негодование и она срывает его на школьном изгое Дейле Тернере, подрабатывающем в магазине Стейси Грей. Автобус с учениками младших классов и их учительницей Хезер Лизински возвращается в город с экскурсии. В тот день в Вашингтоне вечером намечалось выступление президента США с обращение ко всей нации, на котором должны были присутствовать почти все руководство страны. Но в момент начала речи президента вдруг прерывается вещание на всех телеканалах, а на горизонте, за горами, там где должен быть Денвер, вырастает ядерное облако… |
| 2           | «Fallout»                   | Угроза заражения             | 27 сентября 2006   | Роберт Хоукинс, бывший полицейский из Сент-Луиса, предупреждает мэра и городские службы о надвигающейся угрозе заражения из Денвера, в Иерихон направляются грозовые тучи с радиоактивными осадками. Так как никто не знает какие виды бомб взорвались в Атланте и Денвере, мэр решает работать от худшего варианта и потому необходимо изолировать горожан от контакта с дождевой водой. На совещании администрации города было принято решение разместить жителей, у которых нет возможности изолироваться от осадков в двух бомбоубежищах, в ратуше и в городской больнице. Но бомбоубежище в больнице оказалось непригодна для изоляции, сломана система вентилирования. В условиях надвигающегося бедствия, руководство местной соляной шахты решает разместить людей в ней, запечатав вход шахты снаружи с помощью динамита. Выполнить минирование и осуществить подрыв вызывается Джейк. Не все жители города решились переждать осадки в бомбоубежищах. Те кто смог самостоятельно изолировать свои дома, пережидали бедствие у себя. Так Дейл Тернер, пожалев свою постоянную обидчицу Скайлер, оказывается во время изоляции в её доме. Подростки пережидают осадки, соболезнуя друг другу о родителях. В это время Эмили застряла на дороге, у неё сломался автомобиль. И девушка отправляется домой пешком. По пути она останавливает полицейскую машину. Полицейские объясняют Эмили, что в Денвере взорвалась ядерная бомба и решают довезти её до ближайшего ранчо. Но вскоре Эмили понимает, что полицейские, которых она встретила, таковыми на деле не являются… |
| 3           | «Four Horsemen»             | Четыре всадника апокалипсиса | 4 октября 2006     | Над Иерихоном разразилась гроза, но муниципальным службам и команде мэра удалось укрыть от дождя почти всех жителей города. Часть людей укрылась в бомбоубежище ратуши, часть в соляных шахтах, кто-то изолировал от потенциально радиоактивных осадков свои дома и пережидает непогоду у себя. Однако, фермера Стенли Ричмонда ненастье застает по дороге к собственной ферме и он промокает с ног до головы. По совету доктора Эйприл Грин Джейк уговаривает голодного и промокшего друга выпить бутылку йода, чтобы в случае заражения снизить риск накопления в организме радиоактивных веществ. Воспользовавшись пустотой улиц, Роберт Хоукинс, представляющийся всем бывшим полицейским из Сент-Луиса, перевозит в свой дом некий контейнер и прячет его у себя в подвале. Тем временем умирает один из людей, прятавшихся в шахте и обстоятельства его смерти весьма подозрительны. Сразу после прекращения осадков и после подтверждения о том что в дождевой воде не оказалось опасной концентрации радиоактивных веществ, Джейк и несколько добровольцев решают отправиться на разведку и узнать, что творится в стране. Одновременно с этим на спутниковую телеантенну, установленную на крыше бара «У Бейлис» удается поймать на короткий момент выпуск новостей из какой-то азиатской страны. Что именно говорил диктор никто не понял, однако за его спиной была размещена карта США, на которой яркими пульсирующими точками обозначались места, где возможно произошли также как и в Денвере и Атланте теракты. Узнав это, многие добровольцы решили отказаться от поездки в зоны потенциального заражения, однако находятся и новые. Отправившись за информацией во внешний мир, Джейк на шоссе в нескольких милях от города обнаруживает аварийно севший авиалайнер. В нём он не находит пассажиров, но достает и привозит в город черные ящики самолета. Вечером Гэйл Грин, жена мэра, и Стейси устраивают городской пикник у ратуши, чтобы оставшиеся в магазине Стейси продукты не пропали зря и были употреблены людьми, в надежде что те почувствуют себя немного лучше после свалившихся на них несчастий. Перед вечеринкой Дейл Тернер услышал из разговора Стейси с Гэйл, что поезд с поставками продуктов питания и потребления должен был появиться на товарном перроне через несколько часов после взрывов, но не прибыл туда. Парень смекает: возможно этот поезда застрял где-то недалеко от города это. После вечеринки, под покровом ночи, Дэйл находит тот товарный поезд брошенным на пути к городу… |
| 4           | «Walls of Jericho»          | Стены Иерихона               | 11 октября 2006    | В город приходит человек с симптомами очень серьезного облучения. Пока Эйприл пытается его спасти, Джейк и Стенли стараются поддержать энергоснабжение больницы, выкачав из резервуаров с заправочной станции весь бензин. Полицейские также проводят экспроприацию бензина у населения для общественных целей. Одновременно полицейские набирают помощников, так как на их плечи ложатся все новые и новые обязанности. В ряды помощников привлекают Хоукинса, как бывшего стража порядка. От них Роберт узнает об облученном человеке и вместе с ними находит автомобиль, на котором тот прибыл в город. В автомобиле обнаруживаются документы пострадавшего. Из них Хоукинс узнает имя пришельца. Это заставляет его ближе познакомится с мучеником… |
| 5           | «Federal Response»          | Реакция правительства        | 18 октября 2006    | Ранним утром, когда город ещё только просыпался, неожиданно заработало электроснабжение и во всех домах и городских учреждениях начинают трезвонить телефоны. В то утро каждый житель Иерихона получил одно из тоже сообщение, информирующее о том что правительство США в лице служб по ликвидации чрезвычайных ситуаций ещё существует и жизнь скоро наладится. Вдохновленные нежданным событием, люди пытаются связаться с внешним миром, но тщетно: интернет функционирует — но заблокирован, телефонные линии перегружены. Занятые попытками связаться с правительством, мэр Грин и его помощники забывают проверить функциональность энергосетей, что приводит к нескольким пожарам в городе. В это время Эйприл и Эрик, брат Джейка Грина, проходят сложный этап отношений. У Эрика есть любовница, которая ему ближе Эйприл. И хотя вокруг творятся глобальные бедствия, эту проблему также надо решать. Участвуя в ликвидации пожаров Джейк случайно становится свидетелем того, как Хоукинс со своего ноутбука и при помощи портативной спутниковой антенны связывается с кем-то через заблокированный интернет. Хоукинс замечает Джейка. В разговоре тет-а-тет Хоукинс заявляет свидетелю, что знает о происходящем не больше всех и предлагает помочь ликвидировать пожары. Вечером после того как все пожары были потушены, выясняется что дом Эйприл и Эрика сгорел. Муж и жена переезжают в дом мэра. В «У Бейлис» снова поймали спутниковый сигнал, который не ловился ни у кого больше в городе. На изображении было видно трибуну, к которой был закреплен герб президента США. У экрана собралась большая часть активного населения города, ожидающая каких-либо сообщений, но вместо этого люди почувствовали землетрясение, а выбежав на улицу увидели в небе пару быстро уходящих огоньков… |
| 6           | «9:02»                      | Тяжелые времена              | 25 октября 2006    | Жители города напуганы произошедшим. Сразу после того, как люди увидели в небе запущенные ракеты в городе перегорели включенные электрические приборы. Хоукинс связывается по защищенному каналу со своими людьми, но те не могут дать ему разъяснения по поводу случившегося. Ожидая получить хоть какие-либо объяснения о происходящем в стране, горожане были деморализованы произошедшем. В городе начинает процветать мародерство и вандализм. Люди крадут. Подростки выплескивают свою агрессию на всем что попадает под руку. В это время все более и более активизируются преступные элементы, промышлявшие ранее на окраинах города и на дороге. В бар «У Бейлис» заходит местный отморозок Митч, у которого с Джейком остались «старые счеты». В баре в тот момент был сам Джейк. Встреча двух старых знакомых рождает конфликт. Дейл Тернер пытается защитить магазин Грейси от посягательств мародеров и завязывает отношения с школьным хулиганом Шоном. На загородное ранчо Гринов кто-то совершает налет и угоняет лошадей. Во время гона лошадей под их копыта попадает мать Джейка… |
| 7           | «Long Live the Mayor»       | Да здравствует мэр!          | 1 ноября 2006      | Джуно, главарь местной банды, узнает что Митча арестовали и держат в управлении шерифа под замком. Он отправляется в город и договариваться с Джейком. Джейк ставит условие: Джуно и его сообщники ведут свои тёмные дела в черте города, Митч будет передан «своим корешам». Появление Джуно в городе заставляет Эмили нервничать. Джуно — отец Эмили, с которым она разорвала отношения. Эмили боится, того что события прошлых лет, когда Джейк покинул город и когда она перестала общаться с отцом, могут принести ей и городу большие проблемы. Мэру нездоровится. Фактическая власть в городе под контролем Эрика и Джейка. Но в город возвращается Пол Андерссон, совладелец местной соляной шахты и по совместительству вечный конкурент Джонстона Грина на должность главы города. Пол отправился добровольцем за информацией во внешний мир. Он видел лагеря беженцев, убийства и грабежи на дорогах. Он сообщил, что правительства в некотором роде ещё существует, но его деятельность в штате Канзас практически не заметна, так как никто не может найти губернатора. Пол смог добраться до города Топика, столицы штата Канзас. Оказалось, что город по непонятной причине не взорвали (хотя в Топике сосредоточены все основные органы власти штата), но он сильно пострадал от радиоактивных осадков. Вместо Топики был атакован город Лоуренс. Нью-Йорк, по словам Пола, уцелел. Это вызвало некоторое ликование у Хоукинса, который пришёл в мэрию послушать рассказ Пола. Полу рассказали о договоре Джейка с Джуно, что вызвало у него негативную реакцию. Воспользовавшись недомоганием мэра и лояльностью к себе помощников шерифа, Пол сообщает Джейку, что город не пойдет на сделку с преступниками. Джек отправляется к Джуно, чтобы сообщить что город не выдаст Митча. Тогда Джуно решает забрать Митча сам. В городе наступил день Хеллоуина. Несмотря на тяжелое время, горожане все равно выходят на традиционные празднования. Воспользовавшись карнавальной суматохой, люди Джуно проникают в участок, вытаскивают из камеры своего сообщника и после короткой перестрелки с городской дружиной, скрываются из города. Скайлер заложила шкатулку в магазине Грейси, но когда узнала от Пола, что Нью-Йорк уцелел пришла выкупить шкатулку обратно. Шкатулка — семейная вещь и, узнав, что есть вероятность, что её родители живы, она решила вернуть её до их возвращения. Грейси решила отомстить Скайлер за прошлые обиды, сделанные ей Дейлу. Избалованной богачке она сообщила, что продала шкатулку. Дейл находит шкатулку и возвращает её девушке. Это приводит к ссоре между Дэйлом и Грейси. Мэру становится хуже. У него жар и лихорадка. Чтобы его спасти необходимы медикаменты, которых в городской больнице нет. Эрик и Джейк отправляются в опасный путь до города Роуг-Ривер, где есть один из крупных медицинских центров штата. Эйприл и школьная учительница Хезер, за последние дни сблизившаяся с Джейком, пытаются приготовить сухой лед из пестицидов (электричества нет и холодильники не работают). Рецепт приготовления Хезер почерпнула с одной из научных ярмарок. Девушка никак не может понять почему не получается химическая реакция, а состояние мэра всё ухудшается и ухудшается… |
| 8           | «Rogue River»               | Роуг-Ривер                   | 8 ноября 2006      | Джейк и Эрик прибывают в Роуг-Ривер. Город совершенно пуст. Они добираются до медицинского центра, где встречают наемника из частной армии «Райвен Вуд». Тот рассказывает, что «Райвен Вуд» была нанята правительством для эвакуации высоких чинов штата. Но наёмники в условиях отсутствия контроля со стороны государства устроили бойню в городе. Наёмника коллеги по «айвен Вуд» оставили, так как тот не был согласен с их методами. Джейк и Эрик решают как можно быстрее покинуть медцентр, но неожиданно наёмники возвращаются в город. Выбраться из города становится намного сложнее… |
| 9           | «Crossroads»                | На распутье                  | 15 ноября 2006     | |
| 10          | «Red Flag»                  | Красный флаг                 | 22 ноября 2006     | |
| 11          | «Vox Poppuli»               | Выбор народа                 | 29 ноября 2006     | |
|             | «Return to Jericho»         | Возвращение в Иерихон        | 12 февраля 2007    | Специальный выпуск. Краткое содержание первых одиннадцати эпизодов. |
| 12          | «The Day Before»            | Днем ранее                   | 21 февраля 2007    | |
| 13          | «BlackJack»                 | Блэк Джэк                    | 28 февраля 2007    | |
| 14          | «Heart of Winter»           | Зима наступила               | 7 марта 2007       | |
| 15          | «Semper Fidelis»            | «Всегда верен»               | 14 марта 2007      | |
| 16          | «Winter’s End»              | В конце зимы                 | 21 марта 2007      | |
| 17          | «One Man’s Terrorist»       | Террорист                    | 28 марта 2007      | |
| 18          | «A.K.A.»                    | Псевдоним                    | 11 апреля 2007     | |
| 19          | «Casus Belli»               | Повод для Войны              | 18 апреля 2007     | |
| 20          | «One If By Land»            | Буревестник                  | 25 апреля 2007     | |
| 21          | «Coalition of the Willing»  | Общая цель                   | 2 мая 2007         | |
| 22          | «Why We Fight»              | За что сражаемся             | 9 мая 2007         | |

Второй сезон
| Название серии                                    | Дата выхода в эфир |
| ------------------------------------------------- | ------------------ |
| 1. «Reconstruction» (Восстановление)              | 12 февраля 2008    |
| 2. «Condor» (Кондор)                              | 19 февраля 2008    |
| 3. «Jennings & Rall» (Дженнингс и Ролл)           | 26 февраля 2008    |
| 4. «Oversight» (Надзор)                           | 4 марта 2008       |
| 5. «Termination for Cause» (Повод для увольнения) | 11 марта 2008      |
| 6. «Sedition» (Мятеж)                             | 18 марта 2008      |
| 7. «Patriots and Tyrants» (Патриоты и тираны)     | 25 марта 2008      |

## Рейтинг сериала
| Сезон | Сезон | Количество эпизодов | Премьера первого эпизода | Премьера последнего эпизода | Дата выхода DVD | Дата выхода DVD  | Рейтинг в США          |
| Сезон | Сезон | Количество эпизодов | Премьера первого эпизода | Премьера последнего эпизода | Регион 1        | Регион 2         | Рейтинг в США          |
| ----- | ----- | ------------------- | ------------------------ | --------------------------- | --------------- | ---------------- | ---------------------- |
|       | 1     | 22                  | 20 сентября 2006         | 9 мая 2007                  | 2 октября 2007  | 10 марта 2008    | 9,24 миллиона зрителей |
|       | 2     | 7                   | 12 февраля 2008          | 25 марта 2008               | 17 июня 2008    | 29 сентября 2008 | 6,16 миллиона зрителей |

## Борьба за продолжение
После большого перерыва вторую половину первого сезона сериала поставили в одно время с ведущим американским шоу American Idol. В итоге телекомпания CBS объявила о закрытии сериала, а фанаты развернули крупномасштабную кампанию по его защите. Были созданы сайт с просьбой о продолжении сериала , также на серверах компании Google, в крупных печатных и интернет газетах. Кампания дала свои плоды — телекомпания CBS пообещала закончить историю Иерихона. Сначала планировалось снять 7 новых серий, а если рейтинг сериала возрастет, то будет снято полноценное продолжение. Повторный показ первого сезона опроверг все прогнозы скептиков и показал достаточно высокие рейтинги.
4 декабря 2007 года телеканал CBS назначил дату показа второго сезона на 12 февраля 2008 года. Показ всех семи эпизодов сериала уже закончен.
Второй сезон рассказывает об адаптации жителей Иерихона к новому порядку, установленному правительством Единых Штатов Америки, которое сначала вызывает одобрение, но затем резкую неприязнь у жителей города, причиной чего станет власть корпорации Jennings & Rall, а также наёмники из Ravenwood. Финальная серия (существует два варианта), рассказывает о переходе части армии США на сторону повстанцев и об объявлении войны штатом Техас правительству Шайенна.